# كأس حذفي 2006–07
كأس حذفي 2006–07 هو موسم من كأس حذفي. كان عدد الأندية المشاركة فيه 100، وفاز فيه نادي سباهان أصفهان.